# Arțari, Călărași
Arțari este un sat în comuna Ileana din județul Călărași, Muntenia, România.

## Personalități
- Alexandru Lazăr (1933-2019), actor, profesor universitar
- Constantin Mirea (1923-1982), violonist, dirijor